# Die Thronfolgerin (Raumschiff Enterprise – Das nächste Jahrhundert)
Die Thronfolgerin (Originaltitel: The Dauphin) ist die zehnte Folge der zweiten Staffel der US-amerikanischen Science-Fiction-Fernsehserie Raumschiff Enterprise – Das nächste Jahrhundert. Sie wurde in den Vereinigten Staaten über Syndication vermarktet und erstmals am 20. Februar 1989 auf verschiedenen Fernsehsendern ausgestrahlt. In Deutschland war sie zum ersten Mal am 28. Februar 1992 in einer synchronisierten Fassung im ZDF zu sehen.

## Handlung
Im Jahr 2365 bei Sternzeit 42568.8 fliegt die Enterprise nach Kladvia III. Auf dieser lebensfeindlichen Welt befindet sich das Exil von Salia, der Thronfolgerin von Daled IV. Die Enterprise hat den Auftrag, sie in ihre Heimat zu eskortieren, wo sie einen seit Generationen andauernden Bürgerkrieg beenden soll. Salias Beschützerin Anya erweist sich als äußerst misstrauisch. Vor einer visuellen Kontaktaufnahme verlangt sie zu wissen, mit welcher Spezies man es zu tun hat, und Captain Picard erklärt, er sei ein Mensch. Schließlich beamen die ältere Anya und die junge Salia an Bord. Anya besteht darauf, dass Salia sofort zu ihrem Quartier gebracht wird. Auf dem Weg dorthin treffen sie den jungen Fähnrich Wesley Crusher. Wesley und Salia finden sich auf Anhieb sympathisch.
Picard stattet den Gästen einen Besuch ab und Counselor Troi spürt, dass die beiden irgendetwas verbergen, kann aber nicht genau sagen, was es ist. Tatsächlich kann Anya ihre Gestalt verändern und als sie mit Salia allein ist, verwandelt sie sich zunächst in eine gleichaltrige Freundin und später in ein Haustier. Als Picard eine Führung durch das Schiff anbietet, nimmt Anya dankend an, verbietet Salia jedoch die Teilnahme.
Wesley ist inzwischen schwer verliebt in Salia und fragt mehrere seiner erwachsenen Kollegen, wie er damit umgehen soll. Schließlich geht er zu Salias Quartier und die bittet ihn unter dem Vorwand herein, dass er ihr die Bedienung des Nahrungsreplikators erklären soll. Als sie ihm gesteht, dass sie noch nie einen anderen Planeten gesehen hat, beschließt Wesley, mit ihr aufs Holodeck zu gehen, wo er ihr Nachbildungen von einigen beeindruckenden Welten zeigt.
Anya lässt sich währenddessen von Sicherheitschef Worf durch das Schiff führen und ist dabei stets auf der Suche nach möglichen Gefahren für Salia. Auf der Krankenstation sieht sie, wie ein Patient gegen eine relativ harmlose Krankheit mit geringem Ansteckungsrisiko behandelt wird. Anya hat kein Vertrauen in die Fähigkeiten von Schiffsärztin Pulaski und fordert, den Patienten sofort zu töten. Als sie es selbst tun will, kommt es zum Kampf mit Worf. Dabei verwandelt sich Anya in ein riesiges, pelziges Wesen und Pulaski identifiziert sie als einen Allasomorph. Picard ordnet an, dass Anya für den Rest der Reise in ihr Quartier gesperrt wird.
Wesley lädt Salia nun in die Bar „Zehn Vorne“ ein. Dort drückt sie ihr Bedauern aus, dass sie nie wieder einen anderen Planeten sehen wird, sobald sie Daled IV erreicht. Wesley schlägt vor, dass sie auf der Enterprise bleibt. Sie hält dies jedoch für illusorisch und verlässt überstürzt den Raum. Wesley folgt ihr und die beiden treffen auf Anya. Picard befiehlt Wesley, sich von ihr fernzuhalten, und Anya und Salia werden in ihr Quartier gebracht. Picard klärt Wesley über die wahre Natur von Anya auf und bittet ihn eindringlich, keinen Umgang mehr mit Salia zu haben. Währenddessen erreicht die Enterprise Daled IV, der sich als ebenso lebensfeindlich erweist wie Kladvia III.
Niedergeschlagen sitzt Wesley in seinem Quartier, als er Besuch von Salia erhält, die sich heimlich davongeschlichen hat, als Anya eingeschlafen ist. Die beiden küssen sich, als plötzlich Anya auftaucht. Sie nimmt wieder die Gestalt des riesigen pelzigen Wesens an und will auf Wesley losgehen, doch Salia verwandelt sich ebenfalls und stellt sich schützend vor ihn.
Schließlich ist alles für die Abreise der Gäste vorbereitet. Anyas Aufgabe als Beschützerin ist nun erfüllt. Sie wird künftig nicht auf Daled IV, sondern auf einem seiner Monde leben. Salia will sich von Wesley verabschieden, aber der glaubt, sie habe ihm die ganze Zeit nur etwas vorgemacht, indem sie eine falsche menschliche Form angenommen hat. Sie versichert ihm jedoch, dass ihre Gefühle echt waren, und die beiden gehen versöhnt auseinander. Kurz bevor sie auf den Planeten gebeamt wird, zeigt sie Wesley noch ihre wahre Gestalt und wird zu einem Wesen aus reinem Licht.

## Verbindungen zu anderen Star-Trek-Produktionen
Einige Elemente aus dieser Folge wurden in späteren Star-Trek-Produktionen wieder aufgegriffen:
- Eine Szene aus Die Thronfolgerin wurde in der als Clipshow konzipierten Folge 2.22 (Kraft der Träume) von Raumschiff Enterprise – Das nächste Jahrhundert aus dem Jahr 1989 wiederverwendet.
- In Folge 1.05 (Mondtrümmer und Liebesleid) der animierten Serie Star Trek: Lower Decks von 2020 werden die Gestaltwandler aus Die Thronfolgerin erwähnt.

## Produktion

### Darsteller
Cindy Sorensen, Darstellerin von Anya als pelziges Tier, spielte auch ein amphibisches Transwarp-Wesen in Folge 2.15 (Die Schwelle) von Star Trek: Raumschiff Voyager. Sie arbeitete außerdem in mehreren Star-Trek-Serien als Lichtdouble für Kinderdarsteller.
Jaime Hubbard war zum Zeitpunkt der Dreharbeiten bereits 26 Jahre alt, verkörperte aber eine Sechzehnjährige.

### Kostüme
Der Regisseur Rob Bowman empfand die Pelz-Kostüme der beiden Gäste als billig und gab die Anweisung, die Szenen so kurz wie möglich zu halten, in denen sie zu sehen waren.

### Kulissen und Effekte
Für die Asteroiden um Rousseau V wurden Lavasteine verwendet.

## Rezeption
Keith DeCandido bewertete Die Thronfolgerin 2011 auf tor.com als eine unterdurchschnittliche Folge von Raumschiff Enterprise – Das nächste Jahrhundert, die zu sehr mit Klischees arbeitet und wenig Überraschendes bietet.
Anthony Vieira führte Die Thronfolgerin 2021 auf der Website collider.com in einer Liste der 25 besten Folgen von Raumschiff Enterprise – Das nächste Jahrhundert auf Platz 23.